# 嘉瀨站
嘉瀨站（日语：／ Kase eki */?）是位於青森縣五所川原市金木町嘉瀨端山崎，津輕鐵道的津輕鐵道線車站。

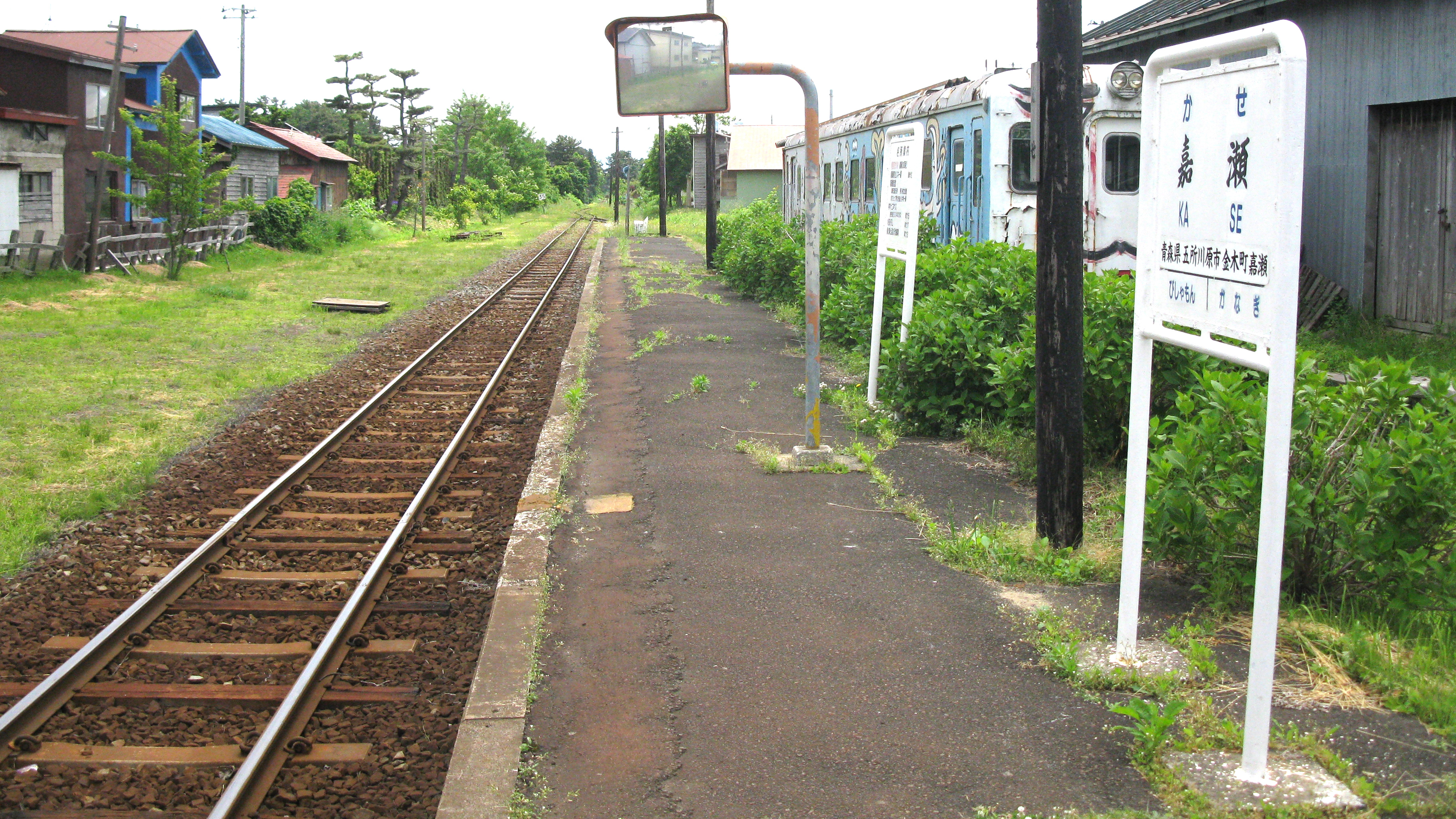
月台(2011年6月)

## 歷史
- 1930年（昭和5年）7月15日 - 車站啟用[1]。
- 1960年（昭和35年） - 售票與檢票業務委託化。
- 2004年（平成16年）10月1日 - 成為無人車站[2]。

## 車站構造
本站是地面車站，設有1面1線的單式月台。此站是無人車站。本站曾可進行列車交會。SMAP的香取慎吾曾經進行夢之校園號企劃，把一架列車（KiHa22028）進行塗鴉，並保存在站內。

## 使用狀況
| 1日上下車人次變化 | 1日上下車人次變化 |
| 年度              | 1日平均人次       |
| ----------------- | ----------------- |
| 2011年            | 86                |
| 2012年            | 91                |
| 2013年            | 108               |
| 2014年            | 97                |
| 2015年            | 79                |

## 車站周邊
- 青森縣道107號嘉瀨停車場線（日语：青森県道107号嘉瀬停車場線）
  - 青森縣道36號五所川原金木線（日语：青森県道36号五所川原金木線）
  - 國道339號（日语：国道339号）
  - 青森縣道195號喜良市嘉瀨停車場線（日语：青森県道195号喜良市嘉瀬停車場線）

## 巴士路線
- 弘南巴士（日语：弘南バス）
  - 喜良市線

- 嘉瀬郵局

## 相鄰車站
津輕鐵道
津輕鐵道線
津輕飯詰－*毘沙門－嘉瀨－金木
- 部分列車通過毘沙門站。

## 注腳
1. ↑  「地方鉄道運輸開始」『官報』1930年7月21日（國立國會圖書館數碼化收藏）
2. ↑  . RAIL FAN (鉄道友の会). 2005年1月, 52 (1): 22 （日语）.
3. ↑  . みんなの漢字 (朝日新聞社). 2015年1月, (10): 46 （日语）.
4. ↑  国土数値情報(駅別乗降客数データ)  （页面存档备份，存于）（日語） - 國土交通省，2019年7月4日參閲

## 外部連結
- 津輕鐵道株式會社 各站資訊 （页面存档备份，存于）（日語）